# 2023–2024-es Európa-liga (selejtezők)
A 2023–2024-es Európa-liga selejtezőit két fordulóban bonyolították le 2023. augusztus 10. és augusztus 31. között. Összesen 27 csapat vett részt a selejtezőn, melyből 18 csapat került át a Bajnokok Ligájából. A rájátszásból 10 csapat jutott be a 32 csapatos csoportkörbe.

## Lebonyolítás
A 3. selejtezőkör két ágon zajlott:
- Bajnoki ág (10 csapat): 10 csapat lépett be a körben (a BL 2. selejtezőkör, bajnoki ágának 10 vesztese)
- Főág (4 csapat): : 4 csapat lépett be a körben (melyből 2 a BL 2. selejtezőkör, nem bajnoki ágának 2 vesztese)

A rájátszás egy ágon zajlott:
- Rájátszás (20 csapat): 13 csapat lépett be a körben (melyből 6 a BL 3. selejtezőkör, bajnoki ágának 6 vesztese), és 7 győztes a 3. selejtezőkörből.

A vesztesek átkerülnek az UEFA Európa Konferencia Ligába az alábbiak szerint:
- A 3. selejtezőkör bajnoki ágának 5 vesztes csapata átkerült a bajnoki ág rájátszásába.
- A 3. selejtezőkör bajnoki ágának 2 vesztes csapata átkerült a főág rájátszásába.
- A rájátszás 10 vesztes csapata átkerült a csoportkörbe.

## Fordulók és időpontok
A mérkőzések időpontjai a következők (az összes sorsolást az UEFA székházában Nyonban, Svájcban tartják).
| Forduló    | Sorsolás dátuma    | 1. mérkőzés         | 2. mérkőzés         |
| ---------- | ------------------ | ------------------- | ------------------- |
| 3. forduló | 2023. július 24.   | 2023. augusztus 10. | 2023. augusztus 17. |
| Rájátszás  | 2023. augusztus 7. | 2023. augusztus 24. | 2023. augusztus 31. |

## 3. selejtezőkör

### 3. selejtezőkör, kiemelés
A 3. selejtezőkörben 14 csapat vett részt, kettéosztva a bajnoki ágon és a nem bajnoki ágon. 
- Bajnoki ág: 10 vesztes az UEFA-bajnokok ligája 2. selejtezőkör, bajnoki ágáról. Kiemelést nem alkalmaztak.
- Nem bajnoki ág:
  - Kiemelt csapatok: 2 csapat lépett be ebben a körben
  - Nem kiemelt csapatok: 2 vesztes az UEFA-bajnokok ligája 2. selejtezőkör, főágáról.

Az elsőként kisorsolt csapat volt az első mérkőzés pályaválasztója.
- BL: A BL 2. selejtezőköréből kieső csapat, a sorsoláskor nem volt ismert.

| Bajnoki ág                                                                                          | Bajnoki ág                                                                           |
| 1. csoport                                                                                          | 2. csoport                                                                           |
| --------------------------------------------------------------------------------------------------- | ------------------------------------------------------------------------------------ |
| - Žalgiris (BL) - Qarabağ (BL) - BK Häcken (BL) - HJK (BL) - Breiðablik (BL) - Zrinjski Mostar (BL) | - Ludogorec Razgrad (BL) - BATE Bariszav (BL) - Sheriff Tiraspol (BL) - Asztana (BL) |

| Főág                         | Főág                        |
| Kiemelt                      | Nem kiemelt                 |
| ---------------------------- | --------------------------- |
| - Slavia Praha - Olimbiakósz | - Genk (BL) - Dnipro-1 (BL) |

### 3. selejtezőkör, párosítások
Az első mérkőzéseket augusztus 10-én, a második mérkőzéseket augusztus 17-én játszották. A párosítások győztesei a rájátszásba, a bajnoki ág vesztesei az UEFA Európa Konferencia Liga rájátszásának bajnoki ágára, a főág vesztesei az UEFA Európa Konferencia Liga rájátszásának főágára kerültek.
| 1. csapat        | Össz.Tooltip Aggregate score | 2. csapat         | 1. mérk. | 2. mérk. |
| ---------------- | ---------------------------- | ----------------- | -------- | -------- |
| Bajnoki ág       |                              |                   |          |          |
| Žalgiris         | 1–8                          | BK Häcken         | 1–3      | 0–5      |
| Qarabağ          | 4–2                          | HJK               | 2–1      | 2–1      |
| Zrinjski Mostar  | 6–3                          | Breiðablik        | 6–2      | 0–1      |
| Sheriff Tiraspol | 7–3                          | BATE Bariszav     | 5–1      | 2–2      |
| Asztana          | 3–6                          | Ludogorec Razgrad | 2–1      | 1–5      |
| Nem bajnoki ág   |                              |                   |          |          |
| Olimbiakósz      | 2–1                          | Genk              | 1–0      | 1–1      |
| Slavia Praha     | 4–1                          | Dnipro-1          | 3–0      | 1–1      |

### 3. selejtezőkör, mérkőzések
| 2023. augusztus 10. 19:00 (20:00 EEST) |

| Žalgiris | 1–3               | BK Häcken                  |
| -------- | ----------------- | -------------------------- |
| Hnid 85' | (0–1) Jegyzőkönyv | Hrstić 38' 48' Rygaard 70' |

| LFF Stadion, Vilnius Játékvezető: Mikola Balakin (ukrán) |

| 2023. augusztus 17. 19:00 |

| BK Häcken                                                     | 5–0               | Žalgiris |
| ------------------------------------------------------------- | ----------------- | -------- |
| Hrstić 27' Gustafson 56' Sadiq 63' 73' (11-esből) Sonko 90+2' | (1–0) Jegyzőkönyv |          |

| Bravida Arena, Göteburg Játékvezető: António Nobre (portugál) |

| 2023. augusztus 10. 18:00 (20:00 AZT) |

| Qarabağ                    | 2–1               | HJK          |
| -------------------------- | ----------------- | ------------ |
| L. Andrade 55' Juninho 85' | (0–0) Jegyzőkönyv | Olusanya 77' |

| Tofiq Bahramov Republican Stadion, Baku Játékvezető: Roi Reinshreiber (izraeli) |

| 2023. augusztus 17. 19:00 (20:00 EEST) |

| HJK          | 1–2               | Qarabağ                              |
| ------------ | ----------------- | ------------------------------------ |
| Hostikka 10' | (1–1) Jegyzőkönyv | Bayramov 45+3' (11-esből) Benzia 56' |

| Bolt Arena, Helsinki Játékvezető: Willy Delajod (francia) |

| 2023. augusztus 10. 21:00 |

| Zrinjski Mostar                                        | 6–2               | Breiðablik                    |
| ------------------------------------------------------ | ----------------- | ----------------------------- |
| Kiš 2' 30' Malekinušić 22' 40' Bilbija 33' Ivančić 55' | (5–0) Jegyzőkönyv | Lúðvíksson 64' Eyjólfsson 74' |

| Stadion pod Bijelim Brijegom, Mostar Játékvezető: Nick Walsh (skót) |

| 2023. augusztus 17. 19:30 (17:30 WET) |

| Breiðablik              | 1–0               | Zrinjski Mostar |
| ----------------------- | ----------------- | --------------- |
| Jakovljević 56' (öngól) | (0–0) Jegyzőkönyv |                 |

| Kópavogsvöllur, Kópavogur Játékvezető: Anastasios Papapetrou (görög) |

| 2023. augusztus 10. 19:00 (20:00 EEST) |

| Sheriff Tiraspol                              | 5–1               | BATE Bariszav |
| --------------------------------------------- | ----------------- | ------------- |
| Ankeye 12' 47' Badolo 32' Yansané 90+3' 90+8' | (2–0) Jegyzőkönyv | Bane 50'      |

| Sheriff Arena, Tiraspol Játékvezető: Mohammed Al-Hakim (svéd) |

| 2023. augusztus 17. 20:00 |

| BATE Bariszav              | 2–2               | Sheriff Tiraspol                                    |
| -------------------------- | ----------------- | --------------------------------------------------- |
| Kontsevoy 25' Laptev 90+4' | (1–2) Jegyzőkönyv | Ricardinho 40' (11-esből) Luvannor 45+2' (11-esből) |

| Városi stadion, Mezőkövesd, Magyarország Játékvezető: Bognár Tamás (magyar) |

| 2023. augusztus 8. 16:00 (20:00 ALMT) |

| Asztana                     | 2–1               | Ludogorec Razgrad  |
| --------------------------- | ----------------- | ------------------ |
| Tomašević 40' Marochkin 53' | (1–1) Jegyzőkönyv | Sonko Sundberg 34' |

| Asztana Aréna, Asztana Játékvezető: Horațiu Feșnic (román) |

| 2023. augusztus 17. 20:00 (21:00 EEST) |

| Ludogorec Razgrad                                | 5–1               | Asztana    |
| ------------------------------------------------ | ----------------- | ---------- |
| Tekpetey 25' 50' Piotrowski 47' 58' Despodov 67' | (1–1) Jegyzőkönyv | Darboe 29' |

| Huvepharma Arena, Razgrad Játékvezető: Anthony Taylor (angol) |

| 2023. augusztus 10. 21:00 (22:00 EEST) |

| Olimbiakósz  | 1–0               | Genk |
| ------------ | ----------------- | ---- |
| Fortúnisz 1' | (1–0) Jegyzőkönyv |      |

| Karaiszkákisz Stadion, Pireusz Játékvezető: Glenn Nyberg (svéd) |

| 2023. augusztus 17. 19:30 |

| Genk                    | 1–1               | Olimbiakósz           |
| ----------------------- | ----------------- | --------------------- |
| Paintsil 30' (11-esből) | (1–0) Jegyzőkönyv | Alexandropoulos 90+6' |

| Cegeka Arena, Genk Játékvezető: Tobias Stieler (német) |

| 2023. augusztus 10. 19:00 |

| Slavia Praha              | 3–0               | Dnipro-1 |
| ------------------------- | ----------------- | -------- |
| Schranz 5' 37' Wallem 81' | (2–0) Jegyzőkönyv |          |

| Fortuna Aréna, Prága Játékvezető: Lawrence Visser (belga) |

| 2023. augusztus 17. 20:00 |

| Dnipro-1          | 1–1               | Slavia Praha |
| ----------------- | ----------------- | ------------ |
| Rubchynskyi 45+1' | (1–0) Jegyzőkönyv | Jurečka 52'  |

| Košická futbalová aréna, Kassa, Szlovákia Játékvezető: Jesús Gil Manzano (spanyol) |

## Rájátszás
A rájátszás sorsolását 2023. augusztus 7-én tartották.

### Rájátszás, kiemelés
A rájátszásban összesen 20 csapat vett részt. A csapatokat négy csoportra osztották a következők szerint:
- 1. kiemeltek: 6 csapat, amely ebben a körben lépett be.
- 2. kiemeltek: 6 vesztes csapat a Bajnokok Ligája 3. selejtezőkörének bajnoki ágáról, amelyek a sorsolás időpontjában ismeretlenek voltak.
- 3. kiemeltek: 5 győztes csapat a 3. selejtezőkör bajnoki ágáról, amelyek a sorsolás időpontjában ismeretlenek voltak.
- 4. kiemeltek: 1 győztes, amely ebben a körben lépett be; valamint 2 győztes csapat a 3. selejtezőkör főágáról, amelyek a sorsolás időpontjában ismeretlenek voltak.

A sorsolás menete a következő volt:
- A három 4. kiemeltet sorsolták az 1. kiemeltekkel, ameddig a 4. kiemeltek el nem fogytak.
- A maradék három 1. kiemeltet sorsolták a 3. kiemeltekkel, ameddig az 1. kiemeltek el nem fogytak.
- A maradék két 3. kiemeltet sorsolták a 2. kiemeltekkel, ameddig a 3. kiemeltek el nem fogytak.
- A maradék négy 2. kiemeltet maradék egymással sorsolták.

Az elsőként kisorsolt csapat volt az első mérkőzés pályaválasztója.
- BL: A BL 3. selejtezőköréből kieső csapat, a sorsoláskor nem volt ismert.
- T: A 3. selejtezőkörből továbbjutó csapat, a sorsoláskor nem volt ismert.

| 1. kiemeltek                                                                 | 2. kiemeltek | 3. kiemeltek                                                                                       | 4. kiemeltek                                  |
| ---------------------------------------------------------------------------- | --- | -------------------------------------------------------------------------------------------------- | --------------------------------------------- |
| - Ajax - LASK - Aberdeen - Čukarički - Zorja Luhanszk - Union Saint-Gilloise | - Árisz Lemeszú (BL) - Slovan Bratislava (BL) - Dinamo Zagreb (BL) - Olimpija Ljubljana (BL) - Sparta Praha (BL) - KÍ (BL) | - BK Häcken (T) - Qarabağ (T) - Zrinjski Mostar (T) - Sheriff Tiraspol (T) - Ludogorec Razgrad (T) | - Lugano - Olimbiakósz (T) - Slavia Praha (T) |

### Rájátszás, párosítások
| 1. csapat            | Össz.Tooltip Aggregate score | 2. csapat        | 1. mérk. | 2. mérk. |
| -------------------- | ---------------------------- | ---------------- | -------- | -------- |
| Slavia Praha         | 3–2                          | Zorja Luhanszk   | 2–0      | 1–2      |
| Olimbiakósz          | 6–1                          | Čukarički        | 3–1      | 3–0      |
| Union Saint-Gilloise | 3–0                          | Lugano           | 2–0      | 1–0      |
| Ludogorec Razgrad    | 2–4                          | Ajax             | 1–4      | 1–0      |
| BK Häcken            | 5–3                          | Aberdeen         | 2–2      | 3–1      |
| LASK                 | 3–2                          | Zrinjski Mostar  | 2–1      | 1–1      |
| KÍ                   | 2–3                          | Sheriff Tiraspol | 1–1      | 1–2      |
| Olimpija Ljubljana   | 1–3                          | Qarabağ          | 0–2      | 1–1      |
| Slovan Bratislava    | 4–7                          | Árisz Lemeszú    | 2–1      | 2–6      |
| Dinamo Zagreb        | 4–5                          | Sparta Praha     | 3–1      | 1–4      |

### Rájátszás, mérkőzések
| 2023. augusztus 24. 19:00 |

| Slavia Praha              | 2–0               | Zorja Luhanszk |
| ------------------------- | ----------------- | -------------- |
| Tijani 81' Masopust 90+4' | (0–0) Jegyzőkönyv |                |

| Fortuna Aréna, Prága Játékvezető: Kristo Tohver (észt) |

| 2023. augusztus 31. 19:00 |

| Zorja Luhanszk             | 2–1               | Slavia Praha |
| -------------------------- | ----------------- | ------------ |
| Alefirenko 32' Antyukh 41' | (2–0) Jegyzőkönyv | Jurásek 83'  |

| Arena Lublin, Lublin, Lengyelország Játékvezető: Jérôme Brisard (francia) |

| 2023. augusztus 24. 21:00 (22:00 EEST) |

| Olimbiakósz                   | 3–1               | Čukarički         |
| ----------------------------- | ----------------- | ----------------- |
| El Kaabi 3' 40' Fortúnisz 16' | (3–0) Jegyzőkönyv | Miladinović 90+3' |

| Karaiszkákisz Stadion, Pireusz Játékvezető: Donatas Rumšas (litván) |

| 2023. augusztus 31. 20:00 |

| Čukarički | 0–3               | Olimbiakósz                        |
| --------- | ----------------- | ---------------------------------- |
|           | (0–2) Jegyzőkönyv | Masouras 34' Biel 45+1' Retsos 53' |

| Dubočica Stadion, Leskovac Játékvezető: Danny Makkelie (holland) |

| 2023. augusztus 24. 20:30 |

| Union Saint-Gilloise | 2–0               | Lugano |
| -------------------- | ----------------- | ------ |
| Eckert 8' Terho 71'  | (1–0) Jegyzőkönyv |        |

| Constant Vanden Stock Stadion, Brüsszel Játékvezető: Enea Jorgji (albán) |

| 2023. augusztus 31. 20:30 |

| Lugano | 0–1               | Union Saint-Gilloise |
| ------ | ----------------- | -------------------- |
|        | (0–1) Jegyzőkönyv | Eckert 7'            |

| Stade de Genève, Genf Játékvezető: Harm Osmers (német) |

| 2023. augusztus 24. 20:00 (21:00 EEST) |

| Ludogorec Razgrad     | 1–4               | Ajax                          |
| --------------------- | ----------------- | ----------------------------- |
| Verdon 70' (11-esből) | (0–3) Jegyzőkönyv | Kudus 16' 18' 50' Brobbey 40' |

| Huvepharma Arena, Razgrad Játékvezető: Marco Di Bello (olasz) |

| 2023. augusztus 31. 20:00 |

| Ajax | 0–1               | Ludogorec Razgrad |
| ---- | ----------------- | ----------------- |
|      | (0–0) Jegyzőkönyv | Tissera 62'       |

| Johan Cruijff Arena, Amszterdam Játékvezető: Ivan Kružliak (szlovák) |

| 2023. augusztus 24. 19:00 |

| BK Häcken                        | 2–2               | Aberdeen                |
| -------------------------------- | ----------------- | ----------------------- |
| Layouni 36' Sadiq 69' (11-esből) | (1–0) Jegyzőkönyv | Miovszki 75' Devlin 79' |

| Bravida Arena, Göteborg Játékvezető: Filip Glova (szlovák) |

| 2023. augusztus 31. 20:45 (19:45 BST) |

| Aberdeen                | 1–3               | BK Häcken                            |
| ----------------------- | ----------------- | ------------------------------------ |
| Miovszki 56' (11-esből) | (0–2) Jegyzőkönyv | Sadiq 14' 41' Layouni 81' (11-esből) |

| Pittodrie Stadion, Aberdeen Játékvezető: Daniel Siebert (német) |

| 2023. augusztus 24. 21:00 |

| LASK        | 2–1               | Zrinjski Mostar |
| ----------- | ----------------- | --------------- |
| Žulj 4' 12' | (2–0) Jegyzőkönyv | Bilbija 71'     |

| Raiffeisen Arena, Linz Játékvezető: Orel Grinfeld (izraeli) |

| 2023. augusztus 31. 21:00 |

| Zrinjski Mostar        | 1–1               | LASK        |
| ---------------------- | ----------------- | ----------- |
| Bilbija 38' (11-esből) | (1–0) Jegyzőkönyv | Jovičić 52' |

| Stadion pod Bijelim Brijegom, Mostar Játékvezető: Tiago Martins (portugál) |

| 2023. augusztus 24. 20:45 (19:45 WEST) |

| KÍ           | 1–1               | Sheriff Tiraspol |
| ------------ | ----------------- | ---------------- |
| Da Silva 52' | (0–0) Jegyzőkönyv | Ngom Mbekeli 73' |

| Tórsvøllur Stadion, Tórshavn Játékvezető: Rade Obrenovič (szlovén) |

| 2023. augusztus 31. 19:00 (20:00 EEST) |

| Sheriff Tiraspol                    | 2–1               | KÍ        |
| ----------------------------------- | ----------------- | --------- |
| Luvannor 16' (11-esből) Zohouri 74' | (1–1) Jegyzőkönyv | Kassi 34' |

| Sheriff Stadion, Tiraspol Játékvezető: Halil Umut Meler (török) |

| 2023. augusztus 24. 20:00 |

| Olimpija Ljubljana | 0–2               | Qarabağ                |
| ------------------ | ----------------- | ---------------------- |
|                    | (0–2) Jegyzőkönyv | Medina 32' Andrade 44' |

| Stožice Stadion, Ljubljana Játékvezető: Georgi Kabakov (bolgár) |

| 2023. augusztus 31. 18:00 (20:00 AZT) |

| Qarabağ                 | 1–1               | Olimpija Ljubljana |
| ----------------------- | ----------------- | ------------------ |
| Bayramov 24' (11-esből) | (1–1) Jegyzőkönyv | Pinto 36'          |

| Tofik Bahramov Stadion, Baku Játékvezető: Alejandro Hernández Hernández (spanyol) |

| 2023. augusztus 24. 20:30 |

| Slovan Bratislava     | 2–1               | Árisz Lemeszú |
| --------------------- | ----------------- | ------------- |
| Tolić 34' Strelec 57' | (1–0) Jegyzőkönyv | Mayambela 73' |

| Tehelné pole, Pozsony Játékvezető: William Collum (skót) |

| 2023. augusztus 31. 19:00 (20:00 EEST) |

| Árisz Lemeszú                                         | 6–2               | Slovan Bratislava          |
| ----------------------------------------------------- | ----------------- | -------------------------- |
| Gomis 21' 45+7' 51' Szöke 24' Mayambela 67' Brown 72' | (3–1) Jegyzőkönyv | Strelec 37' Barseghyan 89' |

| Alphamega Stadion, Limassol Játékvezető: Erik Lambrechts (belga) |

| 2023. augusztus 24. 20:00 |

| Dinamo Zagreb                     | 3–1               | Sparta Praha          |
| --------------------------------- | ----------------- | --------------------- |
| Špikić 44' Perić 59' Ivanušec 61' | (1–1) Jegyzőkönyv | Krejčí 39' (11-esből) |

| Maksimir Stadion, Zágráb Játékvezető: Marco Guida (olasz) |

| 2023. augusztus 31. 19:00 |

| Sparta Praha                                    | 4–1               | Dinamo Zagreb |
| ----------------------------------------------- | ----------------- | ------------- |
| Haraslín 2' Sørensen 24' Panák 67' Olatunji 87' | (2–0) Jegyzőkönyv | Baturina 71'  |

| Stadion Letná, Prága Játékvezető: Tobias Stieler (német) |